# Mercedes-Benz Sprinter
Mercedes-Benz Sprinter — семейство люксовых малотоннажных автомобилей компании Mercedes-Benz.
Существует четыре варианта длины кузова (три варианта колёсной базы) и три варианта высоты крыши, имеет двускатные или односкатные колёса задней оси. Грузоподъёмность шасси до 3350 кг.
Доступно большое количество модификаций: пассажирский микроавтобус, маршрутное такси (19+7 мест), междугородний микроавтобус(до 20 мест), грузовой фургон, бортовой грузовик, авторефрижератор, специализированные автомобили (скорая помощь, передвижной штаб, манипулятор, кран) и др.
Доступны варианты с полным приводом и АКПП. Существует возможность покупки шасси.
Как в Европе, так и в РФ широко распространена практика переоборудования и дооборудования MB Sprinter у сторонних производителей кузова.

## Первое поколение
Первое поколение производилось в Германии с 1995 по 2006 год вместо Mercedes-Benz TN, затем до 2011 года автомобили делали в Аргентине вместо Mercedes-Benz MB100. В 2000 и 2002 годах автомобили получили фейслифтинг.

### Производство в России
23 декабря 2010 года концерн Daimler AG и «Группа ГАЗ» подписали меморандум о партнёрстве по организации производства коммерческих автомобилей Mercedes-Benz Sprinter серии W901-W905 на Горьковском автозаводе. Выпуск машин был намечен на 2011 год. 7 ноября 2012 года президент группы ГАЗ Бу Андерссон и глава подразделения Mercedes-Benz Vans компании Daimler AG Фолькер Морнинвег подписали официальное итоговое соглашение. Произошло это событие в рамках прошедшего в Санкт-Петербурге Международного экономического форума.
Согласно официальным пресс-релизам, инвестиции Daimler AG должны составить более 100 млн €, а группа ГАЗ должна вложить более 90 млн €. Стороны отказались назвать предполагаемые объёмы выпуска, хотя изначально заявлялось, что на заводе в Нижнем Новгороде будут собирать 25 тыс. Sprinter в год. Запланировано, что часть производственного оборудования для сборки перебазируют на ГАЗ из Аргентины, где до ранее собирали именно эту модель Sprinter. Однако значительная часть производственных мощностей должна быть создана на ГАЗе заново (в частности — новая окрасочная камера и сборочная линия). Окрасочную камеру стоимостью свыше 50 млн € должна поставить германская компания Eisenmann..
Серийное производство автомобилей Mercedes-Benz Sprinter Classic стартовало на Горьковском автозаводе в 2013 году вместо Mercedes-Benz Vario. В модельном ряду были представлены версии фургон, микроавтобус, маршрутное такси. Автомобиль предлагался с двумя вариантами длины колёсной базы, полная масса автомобиля составляет 3,5 или 4,6 тонн в зависимости от исполнения. Mercedes-Benz Sprinter Classic оснащался 2,1-литровым турбодизелем OM646 мощностью 109 или 136 л. с., сборка двигателей организована на Ярославском моторном заводе. Из-за проблем с поставками комплектующих в 2018 году производство автомобилей Mercedes-Benz Sprinter в России было остановлено.

### Двигатели моделей первого поколения до фейслифтинга
| Бензиновые двигатели внутреннего сгорания | Бензиновые двигатели внутреннего сгорания | Бензиновые двигатели внутреннего сгорания | Бензиновые двигатели внутреннего сгорания | Бензиновые двигатели внутреннего сгорания | Бензиновые двигатели внутреннего сгорания | Бензиновые двигатели внутреннего сгорания    | Бензиновые двигатели внутреннего сгорания |
| Модель                                    | Цилиндры/ Клапаны                         | Объём, см³                                | Мощность                                  | Крутящий момент                           | Модель двигателя                          | Система питания                              | Годы производства                         |
| ----------------------------------------- | ----------------------------------------- | ----------------------------------------- | ----------------------------------------- | ----------------------------------------- | ----------------------------------------- | -------------------------------------------- | ----------------------------------------- |
| 214 / 314 / 414                           | 4/16                                      | 2295                                      | 105 кВт (143 л. с.) при 5000 об−1         | 210 Н*м при 4000 об−1                     | M111 E 23                                 | Инжектор                                     | 1995—2000                                 |
| Дизельные двигатели внутреннего сгорания  |                                           |                                           |                                           |                                           |                                           |                                              |                                           |
| Модель                                    | Цилиндры/ Клапаны                         | Объём, см³                                | Мощность                                  | Крутящий момент                           | Модель двигателя                          | Система питания                              | Годы производства                         |
| 208 D / 308 D / 408 D                     | 4/8                                       | 2299                                      | 58 кВт (79 л. с.) при 3800 об−1           | 152 Н*м при 2300-3000 об−1                | OM 601 D 23                               | Впрыск                                       | 1995—2000                                 |
| 210 D / 310 D / 410 D                     | 5/10                                      | 2874                                      | 75 кВт (102 л. с.) при 3400 об−1          | 250 Н*м при 2000 об−1                     | OM 602 DE 29 LA                           | Прямой впрыск с турбонаддувом                | 1997—2000                                 |
| 212 D / 312 D / 412 D                     | 5/10                                      | 2874                                      | 90 кВт (122 л. с.) при 3800 об−1          | 280 Н*м при 2000—2300 об−1                | OM 602 DE 29 LA                           | Прямой впрыск с турбонаддувом и интеркулером | 1995—2000                                 |

### Двигатели моделей первого поколения после фейслифтинга
| Бензиновые двигатели внутреннего сгорания | Бензиновые двигатели внутреннего сгорания | Бензиновые двигатели внутреннего сгорания | Бензиновые двигатели внутреннего сгорания | Бензиновые двигатели внутреннего сгорания | Бензиновые двигатели внутреннего сгорания | Бензиновые двигатели внутреннего сгорания | Бензиновые двигатели внутреннего сгорания |
| Модель                                    | Цилиндры/ Клапаны                         | Объём, см³                                | Мощность                                  | Крутящий момент                           | Модель двигателя                          | Система питания                           | Годы производства                         |
| ----------------------------------------- | ----------------------------------------- | ----------------------------------------- | ----------------------------------------- | ----------------------------------------- | ----------------------------------------- | ----------------------------------------- | ----------------------------------------- |
| 214 / 314 / 414                           | 4/16                                      | 2295                                      | 105 кВт (143 л. с.) при 5000 об−1         | 210 Н*м при 4000 об−1                     | M 111 E 23                                | Инжектор                                  | 2000—2006                                 |
| Дизельные двигатели внутреннего сгорания  |                                           |                                           |                                           |                                           |                                           |                                           |                                           |
| Модель                                    | Цилиндры/ Клапаны                         | Объём, см³                                | Мощность                                  | Крутящий момент                           | Модель двигателя                          | Система питания                           | Годы производства                         |
| 208 CDI / 308 CDI / 408 CDI               | 4/16                                      | 2148                                      | 60 кВт (82 л. с.) при 3800 об−1           | 200 Н*м при 1400—2600 об−1                | OM 611 DE 22 LA                           | Common-Rail, турбонаддув                  | 2000—2006                                 |
| 211 CDI / 311 CDI / 411 CDI               | 4/16                                      | 2148                                      | 80 кВт (109 л. с.) при 3800 об−1          | 270 Н*м при 1400—2400 об−1                | OM 611 DE 22 LA                           | Common-Rail, турбонаддув, интеркулер      | 2000—2006                                 |
| 213 CDI / 313 CDI / 413 CDI               | 4/16                                      | 2148                                      | 95 кВт (129 л. с.) при 3800 об−1          | 300 Н*м при 1600—2400 об−1                | OM 611 DE 22 LA                           | Common-Rail, турбонаддув, интеркулер      | 2000—2006                                 |
| 216 CDI / 316 CDI / 416 CDI / 616 CDI     | 5/20                                      | 2685                                      | 115 кВт (156 л. с.) при 3800 об−1         | 330 Н*м при 1400—2400 об−1                | OM 612 DE 27 LA                           | Common-Rail, турбонаддув, интеркулер      | 2000—2006                                 |
| 1.                                        |                                           |                                           |                                           |                                           |                                           |                                           |                                           |

## Второе поколение

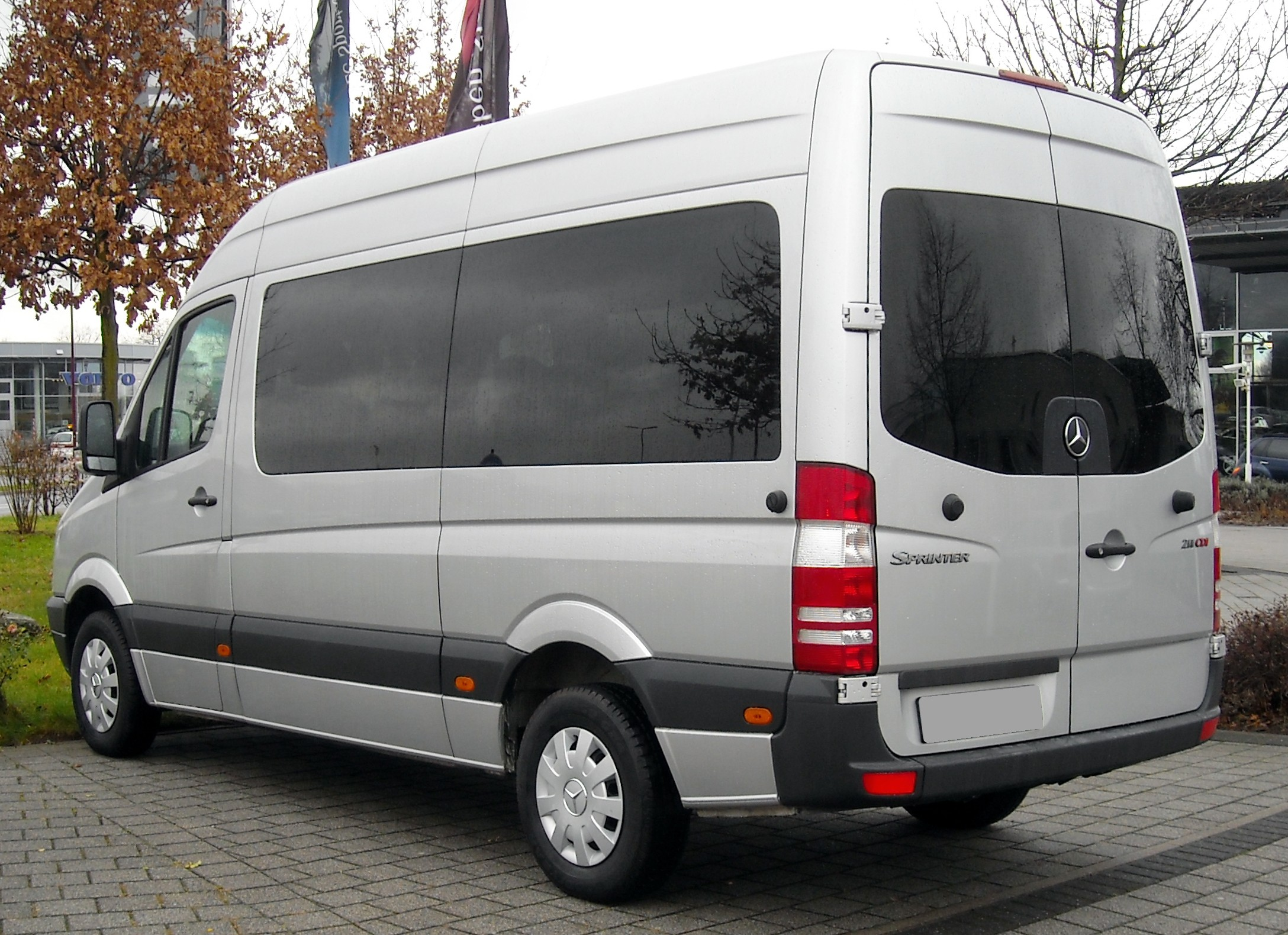
Вид сзади

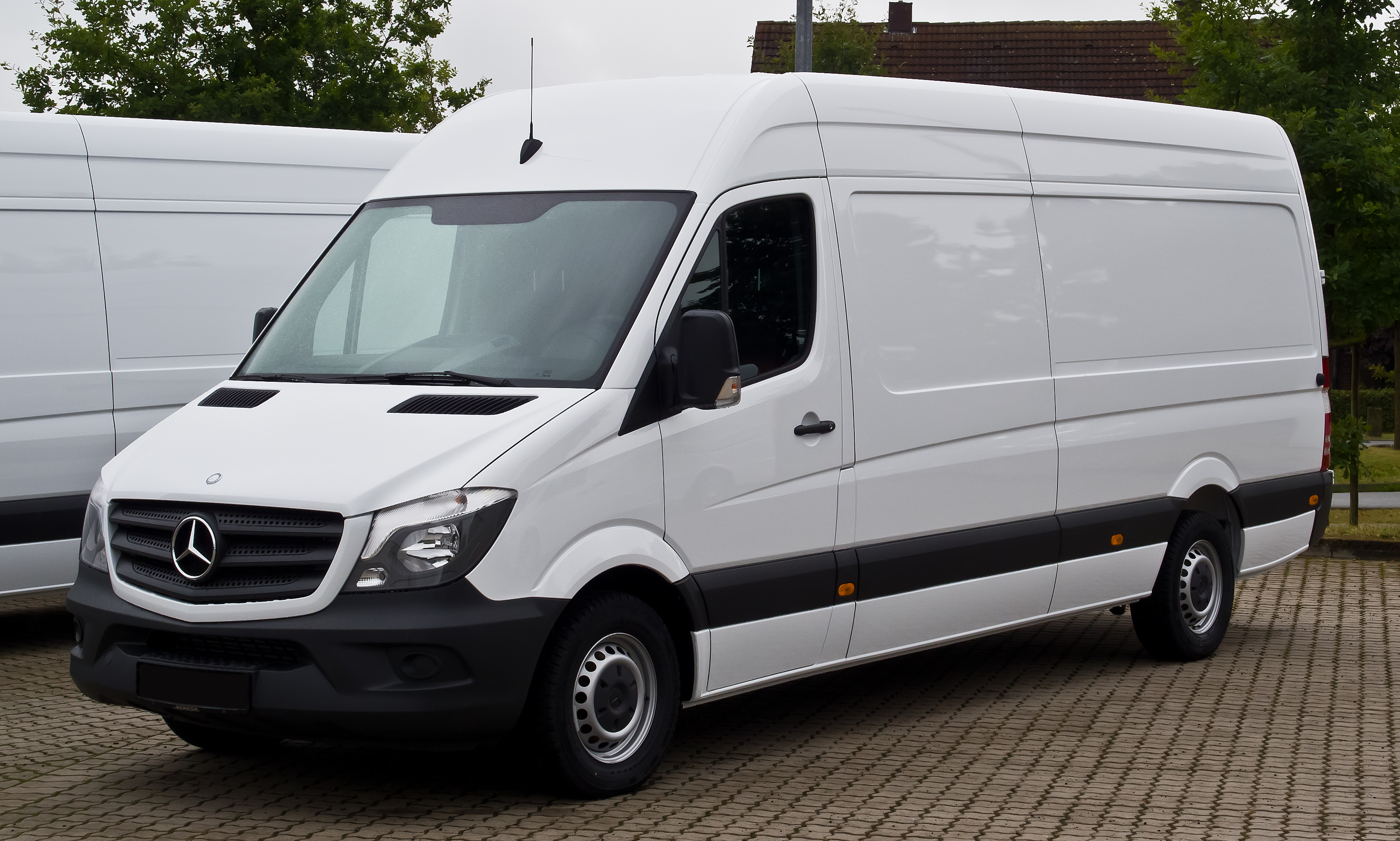
Mercedes-Benz Sprinter после рестайлинга 2014 года

Второе поколение Sprinter было представлено в Европе в 2006 году. Выиграл награды Van of the Year 2007 и 2008. Существует также люкс-версия микроавтобуса Sprinter Grand Edition.
Также известный как NCV3 или New Concept Van 3. NCV3 появился в Европе и в других странах как модель 2006 модельного года. Северная Америка получила NCV3 как модель 2007 модельного года.
Грузовая версия в США поставляется в двух вариантах колесной базы (3660 мм, 4320 мм), в двух вариантах высоты крыши (стандарт 1540 мм, высокая 1840 мм), четыре варианта длины (короткая 5930 мм, стандартная 6970 мм, удлинённая 7360 мм), и два варианта грузоподъёмности (2500 lbs, 3500 lbs). Вариант 3500 lbs может иметь задние сверхширокие шины (Supersingle).
Для 2014 модельного года Sprinter получил более стильную и вертикальную решетку радиатора. Sprinter также получил несколько новых технологий помощи водителю, включая стандартные Crosswind Assist, опционально Blind Spot Assist и Collision Prevention Assist, а также Lane Keeping Assist и Highbeam Assist. Sprinter имеет новые светодиодные ходовые огни. Пневматическая подвеска доступна на модели 3500-й серии. Sprinter также получил несколько новых опций, включая навигацию и интеграцию IPod.
С 2013 года микроавтобус в кузове w904 собирался на конвейере нижегородского завода ГАЗ, но уже под индексом w909 или Mercedes Sprinter Classic. Из-за проблем с поставками комплектующих в 2018 году производство автомобилей Mercedes-Benz Sprinter в России было остановлено.

### Двигатели моделей второго поколения
| Модель                                    | Модель двигателя | Количество и расположение цилиндров | Объём    | Мощность                        | Крутящий момент          | Годы производства |
| ----------------------------------------- | ---------------- | ----------------------------------- | -------- | ------------------------------- | ------------------------ | ----------------- |
| Дизельные двигатели внутреннего сгорания  |                  |                                     |          |                                 |                          |                   |
| 209 CDI/309 CDI/409 CDI                   | OM 646 DE22LA    | 4, рядное                           | 2148 см³ | 65 кВт (88 л. с.) при 3800 об   | 220 Н*м при 1600—2600 об | 2006-2009         |
| 210 CDI/310 CDI/ 510 CDI                  | OM 651 DE22LA    | 4, рядное                           | 2143 см³ | 70 кВт (95 л. с.) при 3800 об   | 250 Н*м при 1400—2400 об | с 2009            |
| 211 CDI/311 CDI/ 411 CDI/511 CDI          | OM 646 DE22LA    | 4, рядное                           | 2148 см³ | 80 кВт (109 л. с.) при 3800 об  | 280 Н*м при 1600—2400 об | 2006-2009         |
| 213 CDI/313 CDI                           | OM 646 DE22LA    | 4, рядное                           | 2148 см³ | 95 кВт (129 л. с.) при 3800 об  | 305 Н*м при 1200—2400 об | 2006-2009         |
| 213 CDI/313 CDI                           | OM 651 DE22LA    | 4, рядное                           | 2143 см³ | 95 кВт (129 л. с.) при 3800 об  | 305 Н*м при 1200—2400 об | с марта 2009      |
| 215 CDI/315 CDI/ 415 CDI/515 CDI          | OM 646 DE22LA    | 4, рядное                           | 2148 см³ | 110 кВт (150 л. с.) при 3800 об | 330 Н*м при 1200—2400 об | 2006-2009         |
| 216 CDI/316 CDI/ 416 CDI/516 CDI          | OM 651 DE22LA    | 4, рядное                           | 2143 см³ | 120 кВт (163 л. с.) при 3800 об | 360 Н*м при 1400—2400 об | с марта 2009      |
| 218 CDI/318 CDI/ 418 CDI/518 CDI          | OM 642 DE30LA    | 6, V-образное, 72°                  | 2987 см³ | 135 кВт (184 л. с.) при 3800 об | 400 Н*м при 1600—2600 об | 2006-2009         |
| 219 CDI/319 CDI/ 419 CDI/519 CDI          | OM 642 DE30LA    | 6, V-образное, 72°                  | 2987 см³ | 140 кВт (190 л. с.) при 3800 об | 440 Н*м при 1600—2600 об | с марта 2009      |
| Бензиновые двигатели внутреннего сгорания |                  |                                     |          |                                 |                          |                   |
| 216/316                                   | M 271 E 18 ML    | 4, рядное                           | 1796 см³ | 115 кВт (156 л. с.) при 5000 об | 240 Н*м при 3000-4000 об | с 2008            |
| 316 NGT                                   | M 271 E 18 ML    | 4, рядное                           | 1796 см³ | 115 кВт (156 л. с.) при 5000 об | 240 Н*м при 3000−4000 об | с 2008            |
| 224/324/424/524                           | M 272 E 35       | 6, V-образное, 90°                  | 3498 см³ | 190 кВт (258 л. с.) при 5900 об | 340 Н*м при 2500-5000 об | 2006-2009         |

## Третье поколение
В феврале 2018 года в немецком городе Дуйсбург компания Mercedes-Benz представила новое поколение фургона Sprinter. Автомобиль представлен в 6 вариантах кузова, мотор представлен в двух вариациях — 2,1 литр и 3 литра. 7- ступенчатый автомат доступен для полно- и заднеприводных машин, а для переднеприводных — 9 — ступенчатый. Максимальная грузоподъёмность 4,1 тонны. C 18 сентября 2018 года также производится электромобиль Mercedes-Benz eSprinter.

### Двигатели
W907
- 2.2 CDi — OM 651 DE 22 LA, І4, 114 л. с., 300 Н*м, 6-ст. МКПП
- 2.2 CDi — OM 651 DE 22 LA, І4, 143 л. с., 330 Н*м, 6-ст. МКПП
- 2.2 CDi — OM 651 DE 22 LA, І4, 163 л. с., 380 Н*м, 6-ст. МКПП
- 3.0 CDi — OM 642 DE 30 LA, V6, 190 л .с., 440 Н*м, 7G-Tronic Plus

W910
- 2.2 CDi — OM 651 DE 22 LA, І4, 114 л. с., 300 Н*м, 6-ст. МКПП
- 2.2 CDi — OM 651 DE 22 LA, І4, 143 л. с., 330 Н*м, 6-ст. МКПП
- 2.2 CDi — OM 651 DE 22 LA, І4, 177 л. с., 6-ст. МКПП